# Herodes Antipas
Herodes Antipas (* um 20 v. Chr. in Judäa; † um 39 n. Chr. in Lugdunum Convenarum, Südgallien) herrschte zur Zeit Jesu als Tetrarch in Galiläa.

## Leben

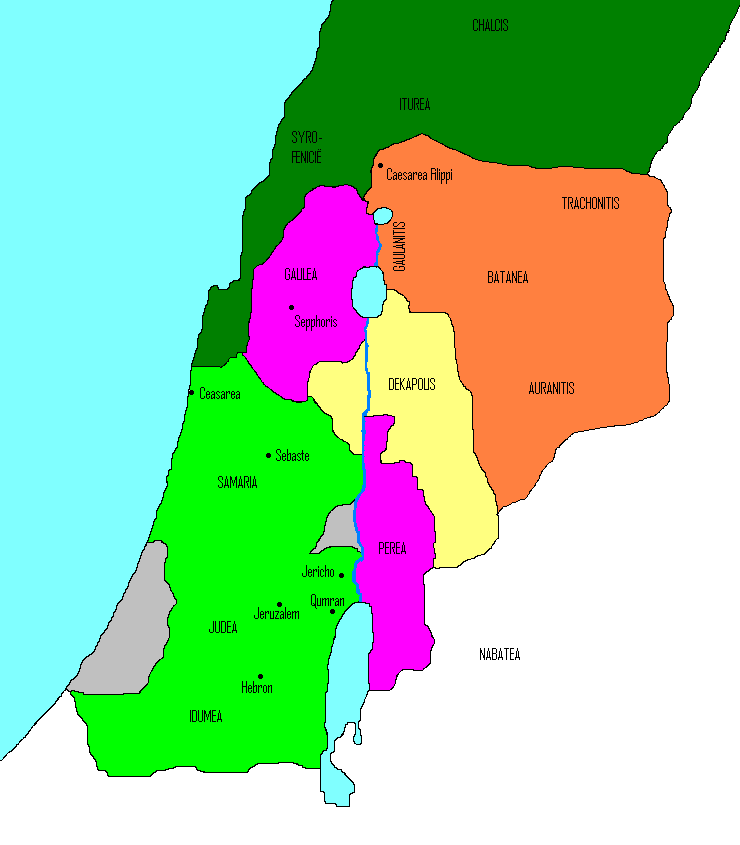
Die Aufteilung von Herodes’ Königreich, nach seinem Tod 4 v. Chr.:
Herodianische Tetrarchie unter Herodes Archelaos
Territorium des Herodes Antipas
Territorium des Herodes Philippos
Salome I. (Städte Jawne, Azotos, Phasaelis)
römische Provinz Syria
Autonome Städte (Dekapolis)

Der jüdische Herrscher Herodes Antipas war der zweite Sohn, den Herodes der Große mit seiner vierten Ehefrau, der Samaritanerin Malthake, zeugte. Er wurde zusammen mit seinem älteren Bruder Archelaos und seinem Halbbruder Philippus in Rom erzogen. Als sein Vater im Jahre 4 v. Chr. starb, wurde Herodes Antipas als einer der wenigen Söhne, die allen Nachstellungen entgangen waren, Herrscher von Galiläa und Peräa. Er machte Sepphoris in Galiläa zu seiner Hauptstadt. Außerdem gründete er Tiberias am See Genezareth, eine hellenistische Stadt, die nach Kaiser Tiberius benannt wurde und Sepphoris als Hauptstadt der Tetrarchie ablöste.
Herodes Antipas verliebte sich in seine Schwägerin und Nichte Herodias, die Frau seines Halbbruders Herodes Boethos (der Sohn der zweiten Mariamne). Herodias verließ ihren Mann aus Liebe zu ihm, und Herodes Antipas wiederum verstieß seine erste Frau, die Tochter des nabatäischen Königs Aretas IV. Dieser doppelte Ehebruch erregte bei den Juden Anstoß. Der gekränkte Schwiegervater Aretas brachte ihm in einem Grenzkrieg eine schwere Niederlage bei. Nach biblischer Darstellung hielt Johannes der Täufer dem Herodes öffentlich vor, dass er die Frau seines Bruders geheiratet hatte, worauf Herodes ihn verhaften und später auf Veranlassung der Herodias hinrichten ließ. Der jüdische Historiker Josephus Flavius erwähnt in seinem Bericht über die Hinrichtung Johannes des Täufers (Ant. 18, 116–119) die Kritik des Täufers an der Ehe des Herodes mit Herodias nicht. Josephus zufolge bewog ein politisches Motiv Herodes Antipas dazu, den Täufer verhaften und in die Bergfestung Machärus festhalten und schließlich enthaupten zu lassen, nämlich die Befürchtung, die Anziehungskraft seiner Reden und dessen Ansehen beim Volk könnten einen Aufstand auslösen.
Herodes Antipas ging auf Betreiben von Herodias 39 n. Chr. in der Hoffnung nach Rom, von Caligula den Königstitel zu erhalten, wurde jedoch aufgrund von schweren Anklagen, die sein Neffe und Schwager Herodes Agrippa I. gegen ihn vorgebracht hatte, nach Lugdunum Convenarum in Südgallien verbannt. Dort starb er, das genaue Todesdatum ist unbekannt. Im Anschluss daran wurde sein Herrschaftsgebiet mit dem Königreich des Herodes Agrippa vereinigt.

## Neues Testament
Herodes Antipas wird im Neuen Testament ausschließlich mit dem dynastischen Namen „Herodes“ genannt, sein Eigenname Antipas taucht hingegen nicht auf. Das Markusevangelium bezeichnet ihn als „König Herodes“ (Mk 6,14 ), was im Matthäusevangelium durch den richtigen Titel „Tetrarch“ (Vierfürst) ersetzt ist (Mt 14,1 ). Nähere Angaben fehlen in beiden Fällen. Nur das Lukasevangelium, das ein besonderes Interesse an den Herodianern zeigt, stellt Herodes zur Unterscheidung von seinem Vater bereits zu Beginn (Lk 3,1 ) mit seinem korrekten Herrschertitel und der Angabe seines Herrschaftsgebietes vor.
Ebenfalls ausschließlich das Lukasevangelium überliefert einen Spruch Jesu, in dem dieser Herodes als „Fuchs“ bezeichnet (Lk 13,32 ).
Die Passionserzählung des Lukasevangeliums enthält die sonst nicht überlieferte Episode (Lk 23,7–12 ), wonach Pontius Pilatus den gefangenen Jesus vor der Verurteilung zu Herodes Antipas schickte, der sich zu diesem Zeitpunkt gerade in Jerusalem aufhielt. Als Landesherr könnte Herodes Antipas juristisch zuständig gewesen sein, weil Jesus Galiläer war. Lukas zufolge freute Herodes sich, da er von Jesus ein Wunder sehen wollte. Als Jesus nicht auf diesen Wunsch einging und auch nicht auf die gestellten Fragen antwortete, trieb Herodes Spott mit ihm, indem er ihm ein Prunkgewand überwarf und ihn so zu Pilatus zurückschickte. Lukas gibt an, dass Pilatus und Herodes, die früher verfeindet gewesen waren, durch diese Angelegenheit Freunde wurden.

## Name
Der Name Antipas (Ἀντιπᾶς) ist eine relativ selten belegte Kurzform des verbreiteten Namens Antipatros, was svw. Stellvertreter oder „Ebenbild des Vaters“ bedeutet. In der Bibel wird der Name Antipas nur ein einziges Mal erwähnt: In Offb 2,13  wird der Name eines frühchristlichen Märtyrers mit Antipas angegeben.

## Filmische Umsetzung
Mehrere Schauspieler verliehen Herodes ein Gesicht, zuletzt 2015 der Schauspieler Eoin Macken in Killing Jesus.
- 1953: Salome (Darsteller: Charles Laughton)
- 1961: König der Könige (D: Frank Thring)
- 1964: Das 1. Evangelium – Matthäus (D: Francesco Leonetti)
- 1965: Die größte Geschichte aller Zeiten (D: José Ferrer)
- 1973: Jesus Christ Superstar (D: Josh Mostel)
- 1977: Jesus von Nazareth (D: Christopher Plummer)
- 1979: Jesus (D: Richard Peterson)
- 1999: Die Bibel – Jesus (D: Luca Barbareschi)
- 2000: Jesus Christ Superstar (D: Rik Mayall)
- 2004: Die Passion Christi (D: Luca De Dominicis)
- 2004: Judas und Jesus (D: Philip Dunbar)
- 2006: Es begab sich aber zu der Zeit... (D: Alessandro Giuggioli)
- 2015: Killing Jesus (D: Eoin Macken)